# Eva Cantarella
Eva Cantarella (Roma, 1936) es una clasicista, autora y profesora italiana.  
Es profesora  de Derecho Romano y Derecho en la Antigua Grecia en la Universidad de Milán, y ha sido decana de la Facultad de Derecho en la Universidad de Camerino.

## Biografía
Hija de erudito y filólogo Raffaele Cantarella.
Es conocida por examinar el derecho antiguo relacionándolo con temas legales modernos a través de una perspectiva legal y social. Ha investigado temas relacionados con la historia legal y social de la sexualidad, las condiciones de la mujer, el derecho penal y la pena de muerte.
Autora de numerosos libros, traducidos a varias lenguas, incluyendo el inglés, el francés, el alemán y el español.  Es también editora de Dike. International Journal of Greek Law y miembro de diferentes consejos editoriales, tales como Apolo. Bollettino di Musei provinciali del Salernitano, Dioniso, Delito, histoire et Societés, Revista des estudios latinos, CADMO Revista de História Antiga da Universidade de Lisboa.
Ha sido profesora  de Derecho Romano y Derecho en la Antigua Grecia en la Universidad de Milán. Ha sido decana  de la Facultad de Derecho de la Universidad de Camerino. También ha enseñado y ha dado conferencias en  universidades en Europa y Estados Unidos.  Ha sido Profesora Global nombrada  en la Escuela de Derecho de la Universidad de Nueva York.
Ella ha argumentado que la penetración era normal en la pederastia en la Antigua Grecia. Sobre Roma ha explicado que los jóvenes romanos  eran educados para someter y ser dominadores, en la política, en el amor y en el sexo. Las mujeres, por su parte, tenía dos modelos, la mujer modelo de virtud femenina, como Lucrecia y las que se rebelaban, como la poetisa Sulpicia.

## Premios
- 2019, Premio Hemingway

## Libros
- La fideiussione reciproca. Allellegue e mutua fideiussio, Milano, Giuffrè,1965,
- Studi sull'omicidio in diritto greco e romano, Milano,Giuffrè, 1976
- Norma e sanzione in Omero, Milano, Giuffrè, 1979.
- L'ambiguo malanno. Condizione e immagine della donna nell' antichità greca e  romana, Roma, Editori Riuniti 1981 (2nd ed. 1985, 3rd ed. Einaudi, 1995); Edición inglesa Pandoras Daughters. The Role and Status of Women in Greek and Roman Antiquity, Baltimore, The Johns Hopkins University Press, 1987; 2nd Printing, hardcover and  paperback  1989; 4th printing 1993; Spanish translation: La calamidad ambigua. Madrid, Ediciones Clásicas, 1991; Greek translation: Oi gynaikes tes archaias Elladas, Athens, Papademas, 1998
- Tacita Muta. Le donne nella città antica, Roma, Editori Riuniti, 1985
- Secondo natura. La bisessualità nel mondo antico, Roma, Editori Riuniti, 1988 (2nd expanded and updated edition Milano Rizzoli, 1995); Edición francesa la nature, l' usage et la loi. La bisexualitè dans le monde antique, Paris, La Decouverte, 1991; Edición española Segunda naturaleza. La bisexualidad en el mundo antiguo, Madrid, Akal Universitaria, 1991; Edición inglesa  Bisexuality in the Ancient Word. Yale, University Press, 1992, reprinted  1993; first paperback edition 1994; trade paperback ed. 2002
- Le donne e la città, Como, New Press, 1990
- I supplizi capitali in Grecia e a Roma, Milano, Rizzoli, 1991; Edición francesa: Les supplices capitaux en Grece at a Rome, Paris, Albin Michel 2000
- Passato prossimo. Donne romane da Tacita a Sulpicia, Milano, Feltrinelli, 1996; Edición española: Pasado próximo, Mujeres romanas de Tacita a Sulpicia, Valencia, Editiones Cátedra, 1998
- El peso de Roma en la cultura europea, Madrid, Ediciones Akal, 1996
- Phonos, Antologia di oratori attici sull’omicidio, Milano, Mursia, 1989
- Pompei. I volti dell’amore, Milano, Mondadori, 1998; Edición alemana, Pompeji, Berlín,1999; Edición francesa  Pompeji, les visages de l’amour, Paris 1999
- Un giorno a Pompei. Vita quotidiana, cultura, società (with L. Jacobelli), Napoli, Electa, 1999; Edición inglesa Napoli, Electa, 2004
- "Itaca, Eroi, donne, potere tra vendetta e diritto, Milano, Feltrinelli 2002; Edición francesa  Ithaque. De la vengeance d’Ulysse à la naissance di droi, Paris, Albin Michel, 2002
- L’amore è un dio, Milano, Feltrinelli 2007
- Il ritorno della vendetta, Milano, Rizzoli, 2007

### Libros en inglés
- With Andrew Lear, Images of Ancient Greek Pederasty: Boys Were Their Gods. London, Routledge, 2008. ISBN 978-0-415-22367-6